# Marcus Ljungqvist
Marcus Ljungqvist (Falun, 26 de octubre de 1974) es un ciclista sueco que fue profesional de 1998 a 2009.
A partir de 2010 pasó a formar parte del equipo Team Sky como director deportivo.

## Palmarés
| 1996 (como amateur) - Campeonato de Suecia en Ruta 1998 - 1 etapa del Tour de Japón 1999 - 1 etapa del Tour de Langkawi 2001 - 1 etapa de la Vuelta a Rodas - 1 etapa del Tour de Normandía - Campeonato de Suecia en Ruta - 1 etapa de la Vuelta a Renania-Palatinado 2002 - París-Camembert - Route Adélie - Tour de Luxemburgo, más 1 etapa | 2004 - 2.º en el Campeonato de Suecia en Ruta - Scandinavian Open Road Race 2006 - 3.º en el Campeonato de Suecia Contrarreloj - 1 etapa de la París-Corrèze 2009 - Campeonato de Suecia en Ruta |

## Resultados en Grandes Vueltas y Campeonatos del Mundo
| Carrera              | Carrera              | 1998 | 1999  | 2000 | 2001 | 2002 | 2003 | 2004  | 2005  | 2006 | 2007 | 2008 | 2009 |
| -------------------- | -------------------- | ---- | ----- | ---- | ---- | ---- | ---- | ----- | ----- | ---- | ---- | ---- | ---- |
|                      | Giro de Italia       | ―    | ―     | ―    | ―    | ―    | ―    | 62.º  | ―     | ―    | ―    | ―    | ―    |
|                      | Tour de Francia      | ―    | 131.º | ―    | ―    | ―    | ―    | 132.º | 125.º | ―    | ―    | ―    | ―    |
|                      | Vuelta a España      | ―    | ―     | ―    | ―    | ―    | ―    | ―     | 114.º | 53.º | 43.º | ―    | ―    |
| Mundial en Ruta      | Mundial en Ruta      | ―    | ―     | 76.º | Ab.  | 33.º | ―    | Ab.   | 4.º   | 17.º | 24.º | 62.º | 47.º |
| Mundial Contrarreloj | Mundial Contrarreloj | ―    | ―     | ―    | ―    | 47.º | ―    | 31.º  | ―     | ―    | ―    | ―    | ―    |

—: no participa
Ab.: abandono

## Equipos
- Cantina Tollo (1998-1999)
- Fakta (2000-2002)
- Crédit Agricole (2003)
- Alessio-Bianchi (2004)
- Liquigas-Bianchi (2005)
- Team CSC/Team Saxo Bank (2006-2009)
  - Team CSC (2006-2008) (hasta junio)
  - Team CSC-Saxo Bank (2008)
  - Team Saxo Bank (2009)